# Pablo Lescano

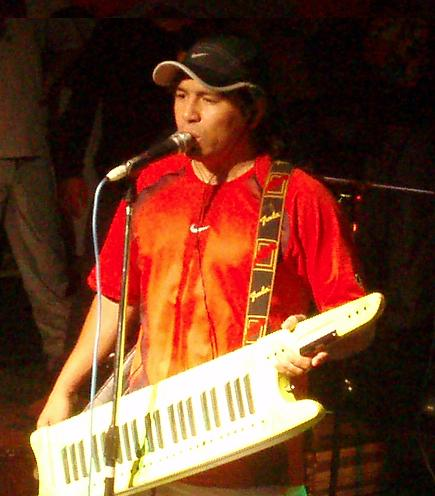
Pablo Lescano

Pablo Lescano (* 1977 in San Fernando) ist ein argentinischer Sänger, Keyboarder und Musik-Produzent, der sich vor allem im Bereich der unkonventionellen lateinamerikanischen Musik einen Namen gemacht hat. Er gilt als Erfinder der Cumbia Villera (Slum-Cumbia).
1977 in Villa La Esperanza, einem armen Vorort von Buenos Aires, geboren, machte Pablo Lescano seine ersten musikalischen Erfahrungen im Alter von 13 Jahren auf einem -angeblich- gestohlenen Keyboard. Als Jugendlicher war er in mehreren lokalen Cumbia-Bands aktiv, bis ihm 1997 (mit 19) der kommerzielle Durchbruch in der Band Amar Azul gelang, einerseits als Keyboarder, andererseits als Komponist vieler Titel der Band.
Mit den gewonnenen Tantiemen an den Hits von Amar Azul machte sich Pablo Lescano daran, ein eigenes Studio aufzubauen. 1999 konkretisierte er seine Pläne, eine Form der Cumbia zu erschaffen, die die Stimme der Bewohner der Elendsviertel Argentiniens sein sollte. Er baute rund um den Sänger Daniel Lescano die Band Flor de Piedra auf, die in Text und Sound neue Wege ging: Die Texte handelten von dem Leben der Slum-Kids, von Drogenkonsum, Kriminalität und Sex, und die Musik integrierte Elemente aus Techno und Trance in den traditionellen Cumbia-Tanz.
Flor de Piedra war kommerziell sehr erfolgreich, so dass Pablo Lescano 2000 ein weiteres Projekt in Angriff nahm: die Band Damas Gratis, in der er außer als Produzent auch als Sänger aktiv war. Auch diese Band, die den Cumbia Villera-Sound noch einmal revolutionierte, war kommerziell sehr erfolgreich und wurde mit mehreren Musikpreisen wie dem Premio Carlos Gardel ausgezeichnet.
2001 nahm Pablo Lescano zwei weitere Bands als Produzent unter Vertrag: Jimmy y su Combo Negro, eine Parodie auf die traditionelle kolumbianische Cumbia, sowie Amar Y Yo, die vor allem mit sexistischen Texten von sich reden machten.

## Diskografie

### Amar Azul
- Yo Tomo Licor (1997)
- Amaremix (Remix-Album, 1999)

### Flor de Piedra
- La Vanda mas Loca (1999)
- Más Duros Que Nunca (2000)

### Damas Gratis
- Para los Píbes (2000)
- En vivo... hasta las manos (Livealbum, 2000)
- Operación Damas Gratis (2001)
- 100 % Negro Cumbiero (Livealbum, 2003)

### Dany y la Roka
- One (2001)

### Amar y Yo
- Cumbia Gurisa Baila Petisa (2001)

### Jimmy y su Combo Negro
- Homenaje a Colombia (2001)